# Петревене
Петревене (болг. Петревене) — село в Болгарии. Находится в Ловечской области, входит в общину Луковит. Население составляет 656 человек.

## Политическая ситуация
В местном кметстве Петревене, в состав которого входит Петревене, должность кмета (старосты) исполняет Николай Александров Иванов (Болгарская социалистическая партия (БСП)) по результатам выборов правления кметства.
Кмет (мэр) общины Луковит — Петыр Георгиев Нинчев (независимый) по результатам выборов в правление общины.